# Uranius Mons
L'Uranius Mons è una struttura geologica della superficie di Marte.